# Aidiopsis
Aidiopsis é um género botânico pertencente à família Rubiaceae.

## Espécies
Apresenta apenas duas espécies:
- Aidiopsis forbesii
- Aidiopsis orophila